# Guardia Sanframondi
Guardia Sanframondi ist eine Gemeinde in Italien in der Region Kampanien in der Provinz Benevento mit 4512 Einwohnern (Stand 31. Dezember 2023). Sie ist Bestandteil der Bergkommune Comunità Montana Titerno e Alto Tammaro.

## Geographie

Lage von Guardia Sanframondi in der Provinz Benevento

Die Gemeinde liegt etwa 28 km nordwestlich der Provinzhauptstadt Benevento. Die Nachbargemeinden sind Castelvenere, Cerreto Sannita, San Lorenzello, San Lorenzo Maggiore, San Lupo, Solopaca und Vitulano. Die Ortsteile sind Santa Lucia und Sapenzie.

## Wirtschaft
Die Gemeinde lebt hauptsächlich von der Landwirtschaft. 

## Städtepartnerschaften
- Willoughby – Australien

## Infrastruktur

### Straße
- Staatsstraße Benevento-Termoli

### Bahn
- Bahnstrecke Caserta–Foggia

### Flug
- Flughafen Neapel